# 半正式休闲装

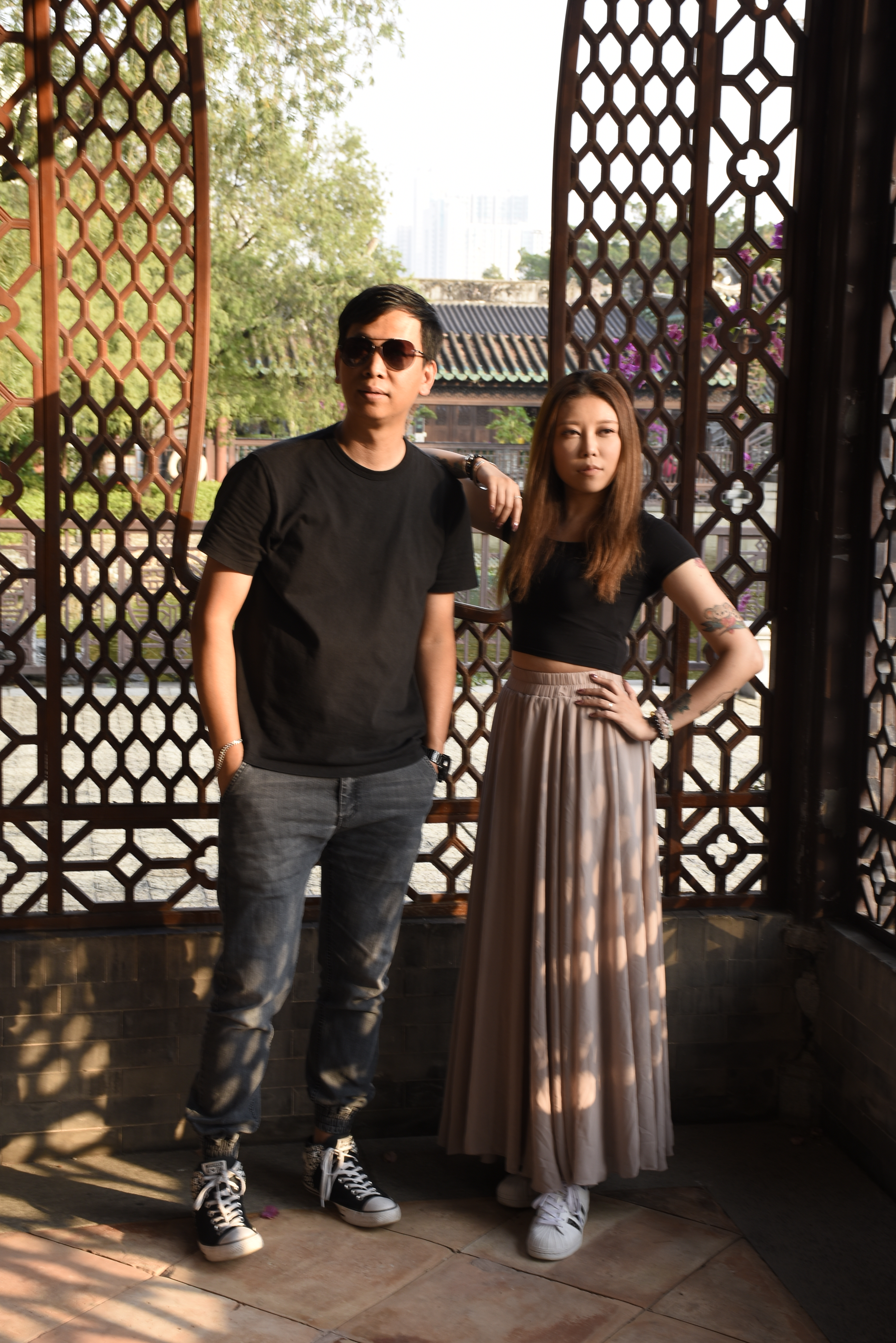
一對男女穿著休閑服裝

半正式休闲装（英語：Smart casual），又譯時尚便服:53、醒目休閒裝、 休閒套裝 等，是出席特定場合穿著要求的一種，泛指一種「體面」的休閒穿著，介乎「正式」（formal）與「休閒」（casual）之間。

## 字源
一詞最早源於1920年代的美國。

## 穿著特色及分類
半正式休闲装大致可分為四類，分別是傳統（traditional）、時尚（fashionable）、活力（sport）及愜意（relax）。

### 傳統型
以男士上班便服為例，傳統型（traditional）是穿西裝而毋須穿整套西裝，可以西裝外套及西褲作配襯。
布料以羊毛混棉、絲、麻、或尼龍等。顏色以深灰、海軍藍為主，恤衫是恤領有鈕扣（button down）， 純色或條紋；
同樣穿戴合襯的皮帶，皮鞋則穿著輕便型皮鞋（loafers）。

### 時尚型
時尚型（fashionable）衣著具有時代感、長青，但不盲目跟隨潮流或前衛；西裝外套襯不同款式長褲，內襯圓領或V領襯衣，冬天時樽領襯衣最適合；可將領帶作時尚的打結配於襯衣內。

### 活力型
活力型（sport）可以選擇較為運動型的西裝外套或夾克，配襯PoloT恤，卡其長褲。

### 愜意型
愜意型（relax）最隨便簡單，圓領或有領T-恤配長褲。

## 外部連結
- 【職場打扮】如何分辨Business Casual和Smart Casual？（页面存档备份，存于）